# 皮先卡 (庫皮揚斯克區)
49°57′39″N 37°58′46″E / 49.96083°N 37.97944°E
皮先卡（烏克蘭語：Піщанка）是位於烏克蘭東部的村莊，由哈爾科夫州庫皮揚斯克區的德沃里奇纳市镇負責管轄。該村始建於1725年，面積0.59平方公里，海拔高度93米，2001年人口92，人口密度每平方公里156.2人。